# Резолюция Совета Безопасности ООН 80
Резолюция 80 Совета Безопасности Организации Объединённых Наций, принятая 14 марта 1950 года, получив отчёты Комиссии по Индии и Пакистану, а также доклад посла Канады в ООН генерала Макнотона, поблагодарила Индию и Пакистан за соблюдение ими режима прекращения огня и демилитаризация Джамму и Кашмира и согласилась о назначении адмирала ВМС США Честера Нимица в качестве будущего Администратора референдума.

## Содержание резолюции
Резолюция призвала к:
1. Одновременной и постепенной демилитаризации со стороны Индии и Пакистана до такой степени, чтобы оставшиеся силы «ни в какой момент времени не вызывали страха у людей по обе стороны от линии прекращения огня»[2].
2. Северные районы, которые будут управляться местными властями и находиться под контролем ООН.
3. Совет должен назначить представителя Организации Объединённых Наций для оказания помощи в подготовке и реализации программы демилитаризации, для консультирования правительств Индии и Пакистану, а также членам Совета, чтобы использовать все полномочия и обязанности Комиссии ООН для Индии и Пакистана, принять меры к тому, чтобы Администратор референдума взял на себя все функции, возложенные на него на соответствующем этапе демилитаризации, и отчитался в Совет Безопасности, как он считал необходимым.

Резолюция 80 знаменовала собой отход от резолюции 47, которая призвала Пакистан уйти первым. Резолюция 80 попросила Индию и Пакистан вывести свои войска одновременно для проведения референдума. Он также косвенно приравнивал силы Азад-Кашмира и Государственные силы Джамму и Кашмира, что противоречило заверениям, данным предыдущей Комиссией ООН. Эта попытка уравнять Азад-Кашмир, Джамму и Кашмир не нашла согласия Индии.
Далее в Резолюции содержится просьба к правительствам обеих стран принять все необходимые меры предосторожности для обеспечения продолжения прекращения огня, поблагодарить членов Комиссии ООН, а также генерала Макнотона и согласиться с тем, что мандат Комиссии ООН для Индии и Пакистана будет прекращён через месяц после того, как обе стороны проинформируют Представителя ООН о своём согласии с передачей ему полномочий и ответственности Комиссии ООН.
Решение принято восемью голосами «за»; Индия и Югославия воздержались, представитель СССР отсутствовал, когда проходило голосование.